# Geleitzug PQ 3
Der Geleitzug PQ 3 war ein alliierter Nordmeergeleitzug, der im November 1941 im isländischen Hvalfjörður zusammengestellt wurde und kriegswichtige Güter in das sowjetische Archangelsk brachte. Die Alliierten erlitten keine Verluste.

## Zusammensetzung und Sicherung

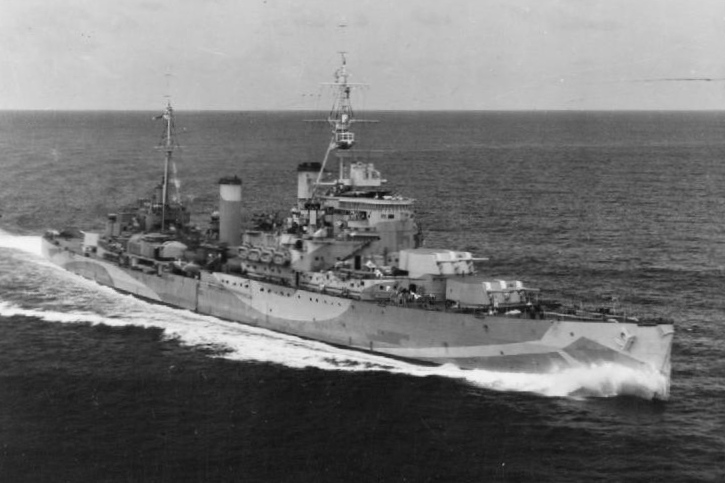
Kreuzer HMS Kenya

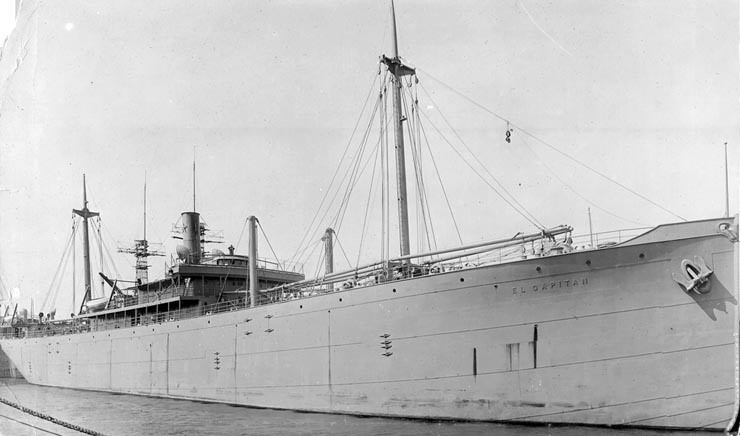
Frachter El Capitan

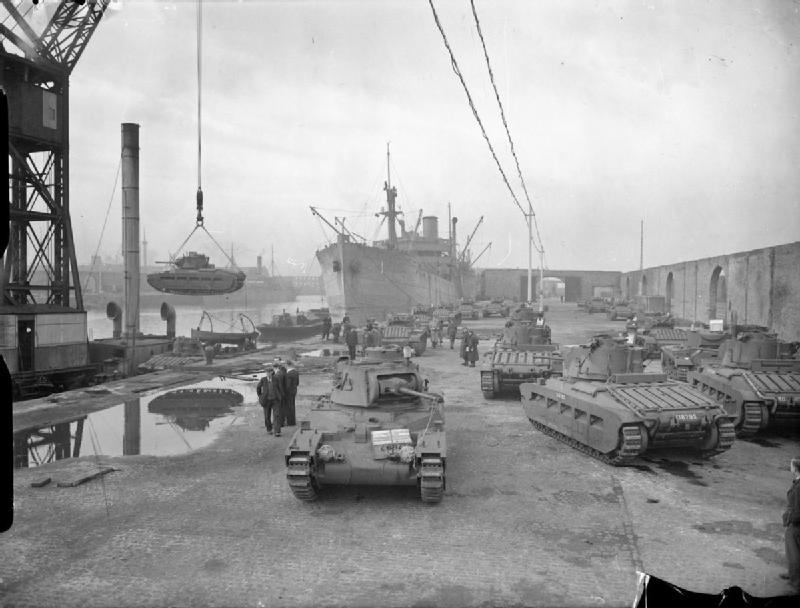
Britische Matilda-Panzer werden am 17. Oktober in Liverpool für den PQ 3 verladen.

Der Geleitzug PQ 3 setzte sich aus acht Frachtschiffen zusammen. Am 9. November 1941 verließen sie Hvalfjörður (Lage) in Richtung Archangelsk (Lage). Kommodore des Konvoi war der Kapitän der Wanstead. Bis zum 14. November übernahmen nur zwei bewaffnete Trawler die Sicherung. Danach kamen der Kreuzer Kenya und die Zerstörer Bedouin, Intrepid und die sowjetischen Zerstörer Gremjaschtschi und Gromki mit hinzu. Der örtliche Geleitschutz trat ab 23. November auf, mit dem sowjetischen Zerstörer Sokruschitelny und den britischen Minensuchern Bramble, Seagull und Speedy.
| Name         | Typ      | Flagge                 | Vermessung in BRT | Verbleib                                                 |
| ------------ | -------- | ---------------------- | ----------------- | -------------------------------------------------------- |
| Briarwood    | Frachter | Vereinigtes Königreich | 4019              | musste aufgrund von Eisschäden nach Island zurückkehren. |
| Cape Corso   | Frachter | Vereinigtes Königreich | 3807              | erreichte am 22. November Archangelsk                    |
| Cape Race    | Frachter | Vereinigtes Königreich | 3807              | erreichte am 22. November Archangelsk                    |
| Cocle        | Frachter | Panama                 | 5630              | erreichte am 22. November Archangelsk                    |
| El Capitan   | Frachter | Panama                 | 5255              | erreichte am 22. November Archangelsk                    |
| San Ambrosio | Frachter | Vereinigtes Königreich | 7410              | erreichte am 22. November Archangelsk                    |
| Trekieve     | Frachter | Vereinigtes Königreich | 5244              | erreichte am 22. November Archangelsk                    |
| Wanstead     | Frachter | Vereinigtes Königreich | 5486              | erreichte am 22. November Archangelsk                    |

## Verlauf
Die Deutschen sichteten den Geleitzug nicht. Der Frachter Briarwood musste aufgrund von Eisschäden nach Island zurückkehren. Am 22. November 1941 erreichte der Geleitzug Archangelsk.